# كنيسة ترينيتي في مانهاتن

رسمة قديمة لكنيسة ترينيتي في منهاتن سنة 1846

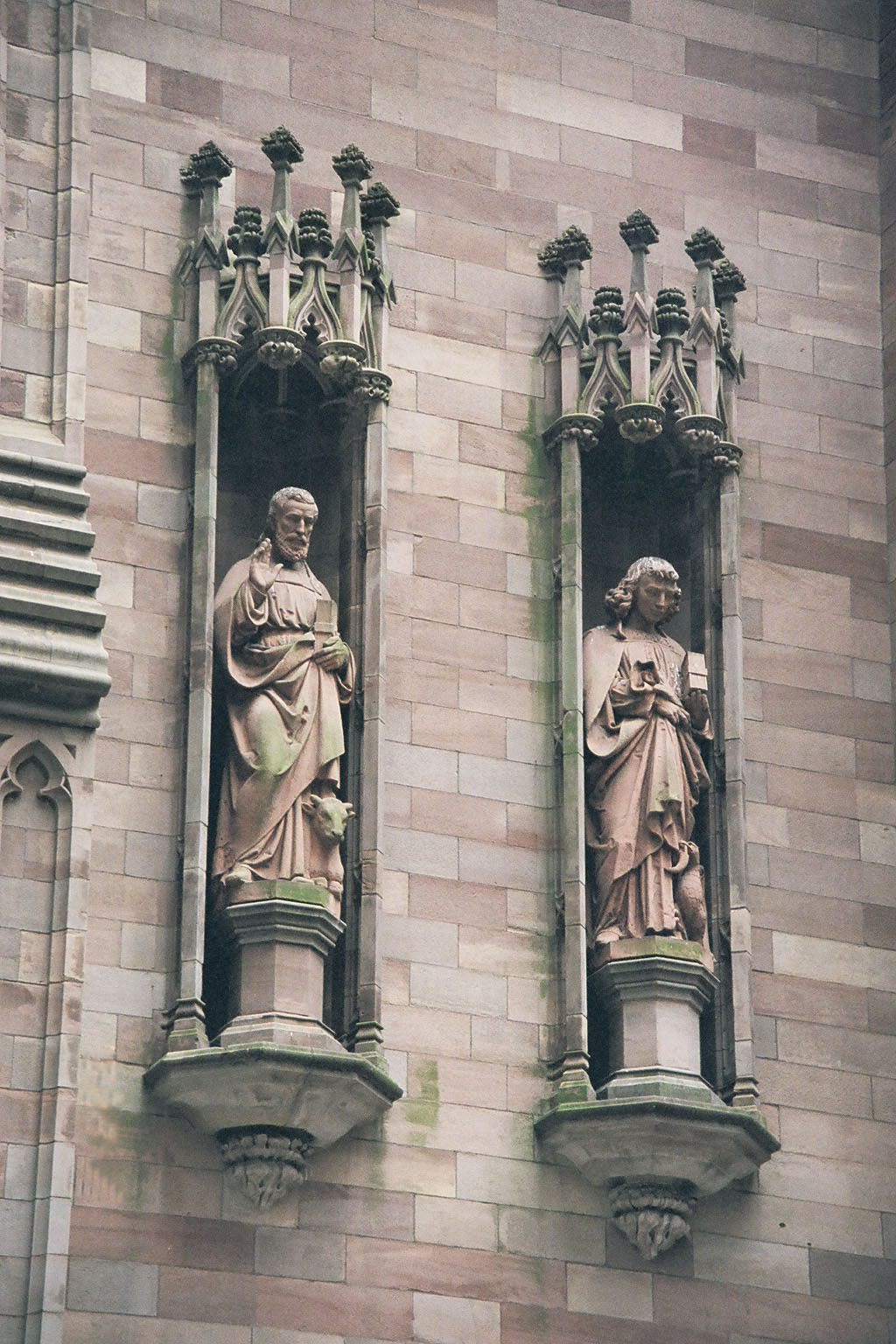
صورة جانبية من الكنيسة

كنيسة ترينيتي (بالإنجليزية:Trinity Church)، والتي تسمى اليوم «ترنيتي وول ستريت» (بالإنجليزية:Trinity Wall Street) بنيت هذه الكنيسة سنة 1846، ومازالت هذه المبنى تحيط بالمباني الحديثة حتى اليوم.

## أعلام
- هوراشيو غيتس

## وصلات خارجية
- Trinity Church – Official website for Trinity Church
- Trinity Television and New Media نسخة محفوظة 26 يناير 2008 على موقع واي باك مشين. – Trinity Videos and Resources
- Trinity History – Trinity Historical and Archival Resources
- Trinity Real Estate – Official website for Trinity Church's real estate holdings
- The Cathedral Church of Saint John the Divine – Mother Church of the Episcopal Diocese of New York
- National Historic Register Number: 76001252 نسخة محفوظة 29 ديسمبر 2007 على موقع واي باك مشين.
- Trinity Tombstone & Churchyard Gallery